# Jean-Paul Boeka-Lisasi
Jean-Paul Gauthier Boeka Lisasi (Kinshasa, 6 juni 1974) is een Congolees voormalig voetballer die bij voorkeur als aanvaller speelde. Boeka-Lisasi werd op 28 mei 2002 tot Belg genaturaliseerd.

## Carrière
- 1992-1996 : AS Vita Club
- 1996-2000 : KSC Lokeren
- 2000-2001 : KVC Westerlo
- 2001-12/2002 : KV Mechelen
- 12/2002-2003 : Charleroi SC
- 2003-01/2004 : Espérance Tunis
- 01/2004-07/2004 : AEL Limassol
- 07/2004-01/2005 : KV Kortrijk
- 01/2005-08/2005 : Verbroedering Denderhoutem
- 08/2005-09/2005 : Ethnikos Asteras
- 09/2005-01/2006 : Hapoel Haifa FC
- 01/2006-08/2006 : KSV Bornem
- 08/2006- ...      : K. Kontich FC